# 雪音六花
雪音六花 (ゆきね りっか、1997年〈平成9年〉11月17日 - ）は、日本の女優・タレント。女性アイドルグループ『虹色の飛行少女』のメンバーである。
2024年12月1日から芸名を変更し活動をしている
栃木県出身。実践女子大学卒業

## 略歴
幼い頃から憧れていた芸能活動をするためにスカウトをキッカケにプラチナムプロダクションと契約し、「白井 真緒」（しらい みお）の芸名でタレント活動を始める。
2021年2月7日付でプラチナムを退所し、同年3月よりエムズエンタープライズに移籍。芸名を「白井 琥珀」とする。
2022年11月2日、『虹色の飛行少女』新体制オーディションを総合ポイント1位で通過し、欠員の出ていた同グループの新メンバーに選ばれる。グループ内の担当カラーは赤色担当。
2024年11月30日付でエムズエンタープライズを退所。
2024年12月1日付で芸名を「雪音 六花」とする。

## 人物
- 肌が透き通るほど白い。
- 趣味は、ヒトカラといい匂いを嗅ぐこと。
- 硬式テニスを7年間、他にも様々なスポーツをしていて運動神経が良い。
- 4つ上の姉がいてとても仲が良い。
- 潔癖症な一面がある（電車の吊り革を触れない）。
- プラチナムの先輩である林あやのとは『虹色の飛行少女』で共働。血液型がB型という共通点もある[4]。
- 食べることが大好きでSNSでもぐもぐ動画を掲載中

## 出演

### テレビドラマ
- 東京タラレバ娘2020（2020年10月7日、日本テレビ） - 女子大生 役
- スイートリベンジ 第6話（2021年10月5日、フジテレビ） - 瑠美 役
- ゴシップ#彼女が知りたい本当の○○ 第1話（2022年1月6日、フジテレビ） - 岩田ありさ役
- しもべえ（2022年1月7日 - 3月25日、NHK総合） - レギュラー 遠野沙良 役
- 先生のおとりよせ 第6話・第9話（2022年5月14日・6月4日、テレビ東京） - ラララ 役
- 恋なんて本気でやってどうするの? 第6話（2022年5月23日、カンテレ・フジテレビ） - サリューのお客様 役
- セクシー田中さん 第1話(2023年10月22日、日本テレビ) - 真弓 役[5]

### 配信ドラマ
- ハイアールジャパンセールス 連続SNSドラマ「#目撃家電　ユアちゃん、後ろ！」（2020年4月 - ）
- マイルノビッチ（2021年2月12日 - 4月2日、Hulu） - さくら 役
- スイートリベンジ 第6話（2021年4月27日、FOD） - 瑠美 役

### 映画
- 午前0時、キスしにきてよ （2019年12月6日、松竹） - クラスメイト 役

### テレビ番組
- 徳光和夫の週刊ジャイアンツ（2018年4月 - 2019年3月 日テレG+） - アシスタント（隔週）
- 親愛なる、あだな様（2019年6月10日・17日、テレビ東京） - 調査レポーターNo26 小池徹平と佐々木希のハーフ
- 中島健人の今、映画について知りたいコト。(2021年11月5日 #11 )、WOWOWプライム
- ガルボムTV #1(2023年7月7日、TOKYO MX1)
- 13分のステージ (2024年2月22日、TOKYO MX1)

### 舞台
- GOLD RUSH2017（2017年3月16日 - 19日、はまぎんホールヴィアマーレ）[6]
- アリスインプロジェクト『終わらない歌を少女はうたう[7]』「いつか出会う歌」星組（2017年9月14日 - 18日、新宿村LIVE） - 多聞 役[8][6]
- アリスインプロジェクト『続・魔銃ドナー～アーティフィシャル ダイアリシス～[9]』月組（2018年4月11日 - 15日、新宿村LIVE） - 田宮みぎり 役[10]
- K-FARCE『ジュブナイル学園2021〜日本語版〜』（2021年5月19日 - 23日、新宿村LIVE） - 千代崎 役[11]
- 舞台『獅子の如く〜戦国湯舟評定〜[12]』厳冬の陣（2021年12月22日 - 27日、六行会ホール） - 清音院殿 役[13]
- RAVE塾『校臨エンプレス〜天真爛漫ならJKが行く魔の道は桜花爛漫なるイガミアイ〜[14]』Aチーム（2024年4月25日 - 29日、築地本願寺ブティストホール） - 伊藤聖奈 役[15]
- 朗読劇『銀の夜、黒の夜明け』(2024年11月8日、新宿シアターマーキュリー) - 百合子 役　作・演出:飯田譲治

### 広告
- unbro2020AW HERITAGE collection　広告モデル

### WEBCM
- イーアイデム 「Everyone,be ambitious!!」30秒ver (2022年8月1日 - )